# 岩倉市立南部中学校
岩倉市立南部中学校（いわくらしりつなんぶちゅうがっこう）は、愛知県岩倉市にある公立中学校である。

## 沿革
- 1977年（昭和52年） - 開校[1]。

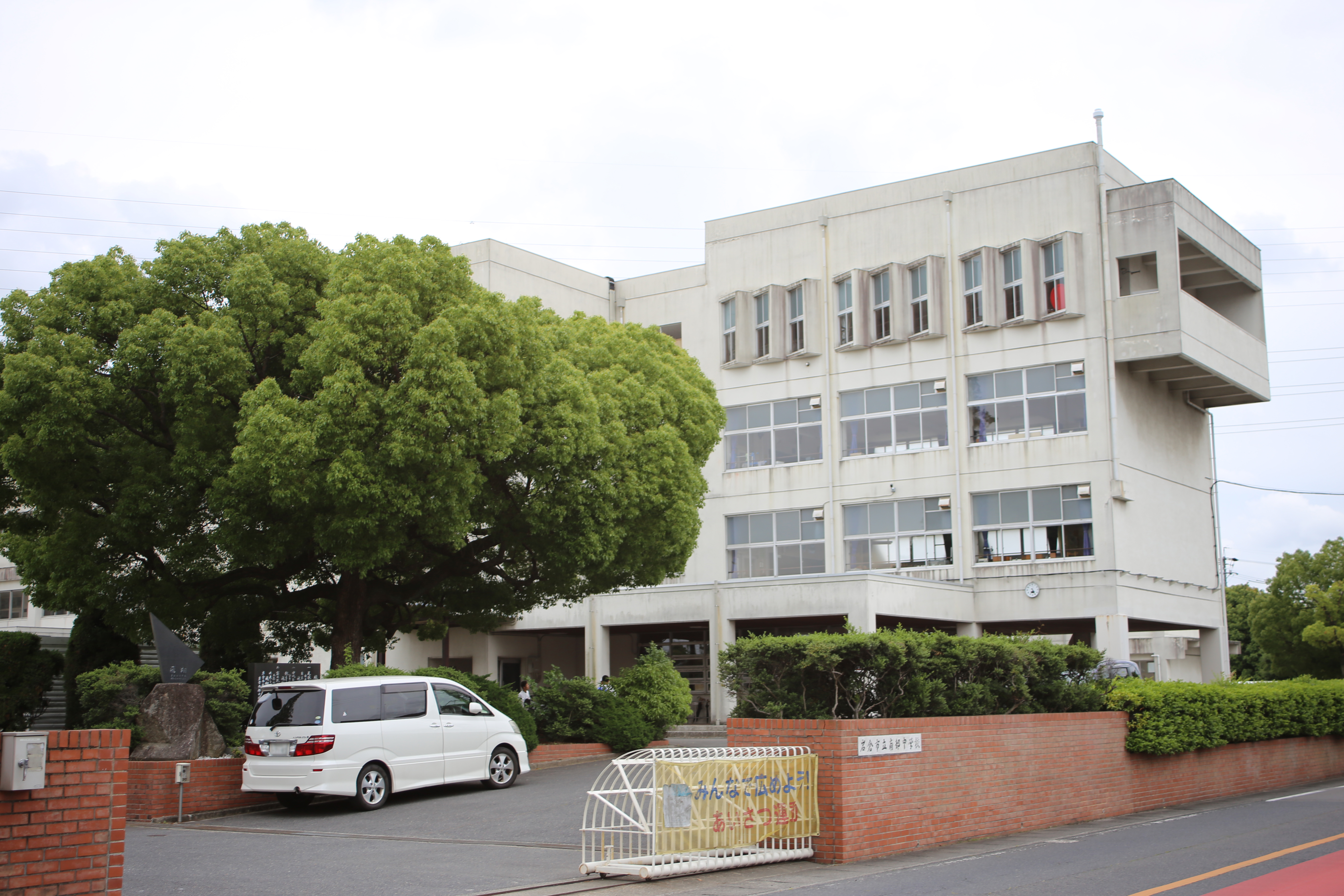
校門

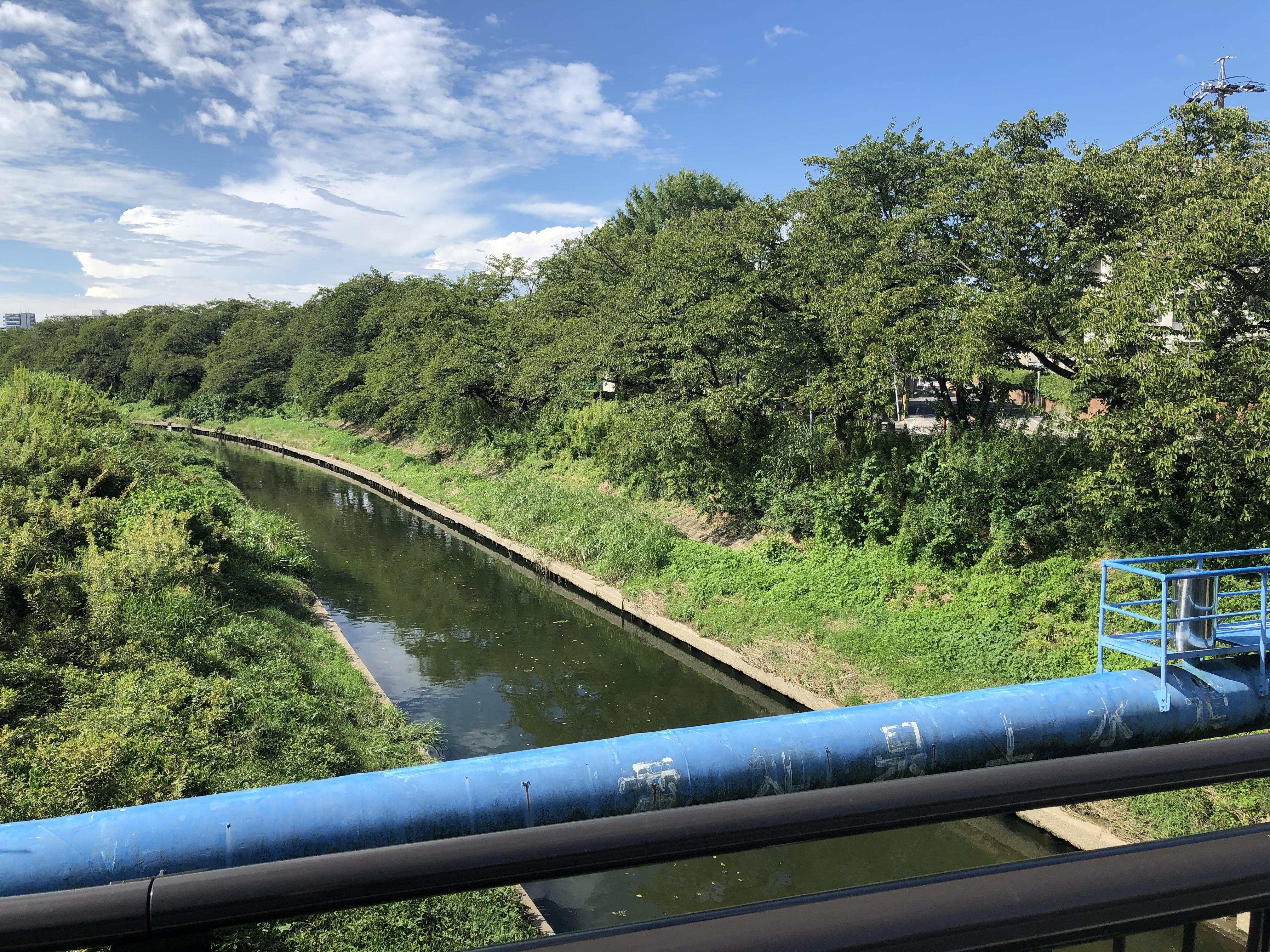
隣接する五条川

- 2024年　(令和6年)   制服を変更。

## 所在地
- 愛知県岩倉市曽野町江毛1